# Rudolf Wagner
Rudolf Wagner (Bayreuth, 30 giugno 1805 – Gottinga, 13 maggio 1864) è stato un anatomista e fisiologo tedesco.
Co-scopritore della cellula ovocita, fece inoltre importanti studi sul ganglio e sul sistema nervoso simpatico.

## Biografia
Figlio di un professore di gymnasium iniziò a studiare medicina a Erlangen nel 1822. Completò la sua carriera accademica nel 1826 a Würzburg con i professori Johann Lukas Schönlein e Karl Friedrich Heusinger. Trascorse circa un anno a studiare botanica presso il Jardin des Plantes e compì alcuni viaggi a Cagliari e in altri luoghi del Mar Mediterraneo dove fece delle scoperte in campo zoologico. Nel 1832 diventò professore di zoologia e anatomia comparata a Erlangen; vi rimase fino al 1840 quando fu chiamato a Gottinga dove insegnò fino alla morte avvenuta a causa della tubercolosi.